# Lechriodus melanopyga
A Lechriodus melanopyga a kétéltűek (Amphibia) osztályának békák (Anura) rendjébe, a mocsárjáróbéka-félék (Limnodynastidae) családjába, azon belül a Lechriodus nembe tartozó faj.

## Előfordulása
A faj Új-Guinea szigetén, Indonézia Nyugat-Új-Guinea térségében és a sziget keleti felén Pápua Új-Guineában, valamint az Indonéziához tartozó Aru-szigeteken honos.

## Természetvédelmi helyzete
A vörös lista a nem fenyegetett fajok között tartja nyilván. Több védett területen is megtalálható.